# دوگلاس لوییز
دوگلاس لوییز سوارس دِ پائولو (پرتغالی: Douglas Luiz Soares de Paulo؛ زادهٔ ۹ مهٔ ۱۹۹۸) بازیکن فوتبال اهل برزیل است که برای باشگاه یوونتوس بازی می‌کند.